# Nomada polyacantha
Nomada polyacantha är en biart som beskrevs av Pérez 1895. Nomada polyacantha ingår i släktet gökbin, och familjen långtungebin. Inga underarter finns listade i Catalogue of Life.